# Symfoni nr 1 (Henze)
Hans Werner Henzes Symfoni nr 1 hade premiär (2 satser) i Darmstadt den 27 juli 1947 under ledning av Hermann Scherchen. 

## Historik
Premiären drabbades av Henzes sedvanliga otur. Orkesterstämmorna, handskrivna av tonsättaren själv, hade blivit oläsliga under kopieringen på förlaget Schott Musics kontor och trots Henzes ansträngningar att med bläck fylla i alla stämmorna under natten kunde endast den långsamma satsen framföras. Hela symfonin uruppfördes så småningom i sin helhet ett år senare den 26 augusti 1948 i Bad Pyrmont av Wolfgang Fortner.
Revideringen av den första symfonin var en del av Henzes första stora utrensning av sina tidiga verk under 1963. De reviderade noterna innehåller ett antal rytmiska, harmoniska och melodiska celler från originalversionen, och den långsamma satsen är i stort sett oförändrad. Annars är allt, med kompositörens egna ord, "annorlunda och bättre". En fjärde tema- och variationssats har helt försvunnit, och verket gjordes om för kammarorkester. Ytterligare revidering följde 1991.

## Struktur
Första satsen är i en förvriden sonatform, där de få melodiska och rytmiska celler som verket bygger på gradvis sväller upp till ett nervigt klimax högt upp i orkesterns omfång, följt av en kort återtagning. Den enda musik som överlevde Henzes revidering, den andra satsen, avslöjar det stora inflytande som Paul Hindemith hade på Henze, särskilt med tanke på det lyriska violasolot. Den sista satsen utvecklar samma material, nu med en aggressiv rytm, och texturen byggs upp till ett verkligt klimax innan den tonar ner runt kusligt upprepande harmonier från harpan.
År 2005 utarbetades en fjärde version av verket för femton musiker, som Kammerkonzert 05, en födelsedagsbeställning från Bayerska statsoperan till Henzes 80-årsdag. Denna version hade världspremiär i München den 6 juli 2006 och bär nu titlar för de tre satserna:
- Allegretto con grazia
- Notturno
- Allegro con moto

Henze själv spelade in verket (i 1963 års version) för Deutsche Grammophon som en del av en översikt av hans fem tidiga symfonier. Dessa släpptes senare på CD tillsammans med en senare inspelning av hans sjätte symfoni. Den reviderade versionen från 1991 har spelats in av Berlinradions symfoniorkester under ledning av Marek Janowski.